# Armia „Prusy”
Armia „Prusy” – odwodowy związek operacyjny Wojska Polskiego podczas kampanii wrześniowej 1939 roku.

## Geneza i zadania
Utworzona w czerwcu 1939 roku jako odwód Naczelnego Wodza. Miała być formowana stopniowo z jednostek mobilizowanych dopiero w wypadku bezpośredniego zagrożenia wojennego, przez co do chwili rozpoczęcia działań wojennych nie osiągnęła pełnych stanów osobowych.
Według pierwotnych planów miała być największą armią polską, stanowiącą odwód, który miał znajdować się na tyłach Armii „Kraków” i Armii „Łódź”.
W lukę pozostawioną między tymi armiami, jak przewidywało dowództwo polskie, miały uderzyć główne siły niemieckie, które miała zniszczyć Odwodowa Armia „Prusy”.
Armia miała przeprowadzić uderzenie z obszaru Tomaszów Mazowiecki – Starachowice – Radom w kierunku na Radomsko, Częstochowę i Miechów.
Na skutek szybkich postępów wojsk Wehrmachtu plan ten nie powiódł się. Zakończenie mobilizacji jednostek polskich, w tym Armii „Prusy”, zaplanowane było na czternasty dzień od wybuchu wojny.
Armia „Prusy” miała składać się z 3, 12, 13, 19, 29, 36 (rez.), 39 (rez.) i 44 (rez.) Dywizji Piechoty, Wileńskiej Brygady Kawalerii oraz z 1 i 2 batalionu czołgów lekkich.
Na przełomie lipca i sierpnia 1939 roku marszałek Edward Śmigły-Rydz zadecydował, że oddziały Armii „Prusy” mają być skoncentrowane w rejonie Tomaszów Mazowiecki –Radom – Kielce. Ostatecznie jednak na skutek trudności wynikających z układu sieci kolejowej wojska te miały wyładować się w dwóch odrębnych rejonach.
- Północne zgrupowanie: Koluszki – Łowicz – Skierniewice.
- Południowe zgrupowanie: Skarżysko – Opoczno – Radom.

Po przeprowadzeniu wyładunku w wyznaczonych strefach miały ześrodkować się w następujący sposób:
- 44 Dywizja Piechoty – Sochaczew
- 13 Dywizja Piechoty – Regny
- 19 Dywizja Piechoty – Tomaszów Mazowiecki
- Wileńska BK – Piotrków Trybunalski
- 29 Dywizja Piechoty – Sulejów
- 36 Dywizja Piechoty – Opoczno
- 12 Dywizja Piechoty – Końskie
- 3 Dywizja Piechoty – Skarżysko-Kamienna
- 39 Dywizja Piechoty – Kozienice

## Obsada personalna Kwatery Głównej
Obsada personalna Kwatery Głównej: 
Dowództwo
- dowódca – gen. dyw. Stefan Dąb-Biernacki
- oficer ordynansowy – kpt. piech. Antoni Pietraszun
- dowódca etapów – gen. bryg. Jerzy Wołkowicki
- szef służby sprawiedliwości – ppłk aud. Stanisław Kudelski
- szef służby duszpasterstwa – ks. proboszcz Walenty Pączek

Sztab

Ppłk Edward Słowikowski

- szef sztabu – płk dypl. piech. Tomasz Obertyński † 1940 Charków
- szef Oddziału I – ppłk dypl. piech. Andrzej Strach † 1940 Charków
- szef Oddziału II – mjr dypl. Wincenty Bąkiewicz
- referent – mjr dypl. piech. Maksymilian Kurnatowski † 1941 ZSRR
- szef oddziału III – ppłk dypl. Edward Słowikowski † 1940 Charków
  - mjr dypl. kaw. Leon Pruszanowski †1940 Katyń
  - mjr dypl. piech. August Karcher †1940 Katyń
  - mjr dypl. piech. Kazimierz Szczekowski †1940 Katyń
  - rtm. dypl. Zygmunt Julian Dobrowolski †1940 Katyń
- dowódca łączności – ppłk łącz. Stanisław Rausz † 1940 Kijów
- referent – mjr łącz. Marian Dorotycz-Malewicz † 10 X 1945 Rzym
- kwatermistrz – płk dypl. art. Tadeusz Procner † 1940 Charków
- szef Oddziału I – ppłk dypl. art. Józef Kaiser † 1940 Kijów
- szef oddziału IV – ppłk dypl. piech. Wilhelm Kasprzykiewicz † 1940 Katyń
- szef służby zdrowia – płk lek. dr Mieczysław Henoch[5]

Dowódcy broni
- dowódca artylerii – płk dypl. art. dr Stanisław Künstler
- dowódca Lotnictwa i OPL – płk pil. Jerzy Garbiński
- szef sztabu – ppłk dypl. obs. Kazimierz Winicki
- oficer operacyjny – mjr obs. Tadeusz Lewkowicz
- dowódca broni pancernych – płk kaw. Józef Koczwara
- dowódca saperów – ppłk dypl. sap. Leon Tyszyński

## Skład Armii „Prusy” (skład planowany)

### Grupa północna
- 13 Dywizja Piechoty
- 19 Dywizja Piechoty
- 29 Dywizja Piechoty
- Wileńska Brygada Kawalerii
- 1 batalion czołgów lekkich
- 2 batalion czołgów lekkich
- 3 pułk artylerii ciężkiej
- 11 dywizjon artylerii najcięższej
- 12 dywizjon artylerii najcięższej
- 13 dywizjon artylerii najcięższej

### Grupa południowa
- 3 Dywizja Piechoty Legionów
- 12 Dywizja Piechoty
- 36 Dywizja Piechoty Rezerwy
- Grupa pułkownika Glabisza
- 2 pułk artylerii ciężkiej
- 50 dywizjon artylerii lekkiej

### Samodzielne pododdziały armijne
- 2 kompania balonów obserwacyjnych
- 12 kompania samochodów osobowych
- 13 kompania stacyjna łączności
- 13 kompania radiowa
- 23 kompania telefoniczno-kablowa
- 24 kompania telefoniczno-kablowa
- 15 kompania telefoniczno-budowlana
- park łączności nr 7
- 81 batalion saperów
- 212 kompania asystencyjna
- pluton pieszy żandarmerii nr 101
- 32 sąd polowy

### W trakcie mobilizacji
- 44 Dywizja Piechoty
- 39 Dywizja Piechoty

Dla Armii „Prusy” pierwotnie przewidziano dywizje piechoty 2, 3, 26, 28, 36, 39, 44 oraz 10 i Kresową Brygadę Kawalerii.

## Działania
W dniu wybuchu wojny żadna jednostka armii nie znajdowała się w miejscu zaplanowanej koncentracji. 19 Dywizja Piechoty wyładowywała się w rejonie Łowicza, skąd marszem miała przejść w rejon Piotrkowa. 29 Dywizja Piechoty była w trakcie wyładowywania się w rejonie Skierniewic, bez 41 pp i przydzielonego dywizjonu 29 pal, które pozostały jeszcze na Suwalszczyźnie. Wileńska BK też była w trakcie rozładunku koło Koluszek, skąd miała przejść na południowy wschód od Piotrkowa w rejon lasu Lubień. 13 Dywizja Piechoty, która została wycofana z Korpusu Interwencyjnego na Pomorzu, była dopiero w okolicach Bydgoszczy w trakcie załadunku do transportów kolejowych. W skład Armii „Prusy” planowano przydzielić dwa bataliony czołgów lekkich 7TP. Jednakże 2 bczl 1 września około godz. 10.00 wyładował się na stacji kolejowej Bednary, gdzie podporządkował go sobie generał Juliusz Rómmel i przydzielił do Grupy Operacyjnej „Piotrków” pod dowództwem gen. Wiktora Thommee, powtórnie załadowany na transport kolejowy przewieziony do Pabianic, po rozładowaniu przejechał do lasów w pobliżu miejscowości Łask. Po sporach o przydział batalionu ostatecznie przesunięto go, 4 września do lasów pod Korczewem koło Bełchatowa w pobliżu linii obrony skrajnego lewego skrzydła GO „Piotrków” sąsiadującego ze Zgrupowaniem Północnym Armii „Prusy”. Natomiast 1 bczl. 2 września dotarł w rejon Tomaszowa Mazowieckiego. 3 września batalion osiągnął rejon lasów na wschód od Końskich, gdzie po ujawnieniu postoju przez lotnictwo niemieckie stał się obiektem ataku lotniczego. Zmuszony do zmiany rejonu dyslokacji zajął lasy w rejonie Modliszewic. Patrolowano drogi do Przedborza i Żarnowa. 3 września o godz. 13.00 rozkazem Naczelnego Wodza został przydzielony do grupy motorowej ppłk. Korczyńskiego z zadaniem obrony przejść na Pilicy i osłony koncentrującego się Zgrupowania Południowego Armii „Prusy”. Sztab Armii „Prusy” wystąpił o anulowanie poprzedniego rozkazu sztabu NW o przegrupowaniu 1 batalionu do rejonu Mogielnicy. 4 września po uzupełnieniu paliwa w Opocznie wyruszył w kierunku Mogielnicy. Po uzyskaniu zgody sztabu NW z 4 września na pozostawienie batalionu w składzie armii, rozkazem gen. Dęba-Biernackiego z 4 września wstrzymano marsz jego do rejonu Mogielnicy. Zatrzymał się  lasach na zachód od Opoczna i patrolował okolice i szosy plutonami w kierunku Sulejowa i Paradyżu.  
Na skutek szybkich działań Wehrmachtu obie grupy nie zdołały ukończyć pełnej mobilizacji i działały praktycznie oddzielnie. W pierwszych dniach września sytuacja na froncie była już na tyle poważna, że postanowiono rzucić do walki oddziały niekompletne pod względem sprzętu i ludzi.
Już 2 września, po informacjach o przedarciu się niemieckiego korpusu pancernego na północ od Częstochowy, dowódca armii zgłosił zamiar zniszczenia tej jednostki pancernej w nocnym ataku na jej tyły i miejsca postoju, oraz wydał wytyczne do walki z bronią pancerną. Naczelne Dowództwo nie udzieliło jednak zgody na wykonywanie operacji ofensywnych. W kolejnych dniach armia pozostawała bez rozkazu operacyjnego, a Dąb-Biernacki ponawiał prośby o zgodę na wykonania natarcia na zgrupowanie pancerne które wchodziło w obszar operacyjny armii. 3 września armia otrzymała rozkaz przesunięcia jednej dywizji do rejonu Piotrkowa oraz zgodę na wysunięcie brygady kawalerii na południe. 4 września ok. południa do 19 DP przybył dowódca Armii „Prusy” gen. dyw. Stefan Dąb-Biernacki i wydał ustne rozkazy obsadzenia przez 86 pułk piechoty (bez I batalionu) linii Kargał-Las – Longinówka. Po ukończeniu przyspieszonej mobilizacji do wsparcia 86 pp miał dołączyć I batalion 146 pułku piechoty. 77 pułk piechoty i I batalion 86 pp wraz z Wileńską BK stacjonowały skierowane rozkazem dowódcy armii do lasu na wschód od Luciąży, pod dowództwem dowódcy Wileńskiej BK. I batalion 85 pułku piechoty, ubezpieczał południowo-wschodnie podejścia do Piotrkowa, a większość 85 pp pozostała w odwodzie. Aby usprawnić dowodzenie siłami w rejonie Piotrkowa 4 września wieczorem skierowano ze Spały dowództwo dyspozycyjnej Grupy Operacyjnej Kawalerii nr 1 gen. bryg. Rudolfa Dreszera (GOK nr 1 nie posiadała środków łączności i pododdziału łączności), podporządkowując grupie nocą 4/5 września 19 DP i Wileńską BK. 4/5 września fizycznie dowództwo objął nad swoimi oddziałami gen. Dreszer. 5 września około 3.00 Naczelne Dowództwo wydało zgodę na wykonanie nocnego natarcia na korzyść Armii „Łódź” w kierunku na Bełchatów.  5 września w godz. 7.00-8.00 niemieckie oddziały pancerne niespodziewanie uderzyły na stanowiska obronne 86 pp, do godz. 11.00 przy 19 DP był gen. bryg. Rudolf Dreszer. Ok. godz. 12.00 przybył do 19 DP oficer sztabu armii z rozkazem wykonania natarcia na Jeżów i Rozprzę, przez walczący z niemieckimi czołgami 86 pp. O godz. 14.00 do dowództwa 19 DP przyjechał osobiście gen. Dąb-Biernacki i wydał rozkaz gen. bryg. Józefowi Kwaciszewskiemu dowódcy 19 DP, ażeby na godz. 17.00 dostarczył do sztabu armii ocenę sytuacji, co do sił niemieckich nacierających na Piotrków, celem podjęcia decyzji o wielkości sił wyznaczonych do kontrataku w nocy. Przy 86 pp okresowo przebywał dowódca piechoty dywizyjnej płk. dypl. Tadeusz Pełczyński, powrócił do dowództwa dywizji po godz. 16.00 w momencie wyjazdu do sztabu armii gen. Kwaciszewskiego. Do tego czasu 86 pp skutecznie bronił swoich pozycji obronnych. Po przybyciu gen. Kwaciszewskiego do sztabu armii zgodnie z rozkazem gen. Dęba-Biernackiego nie zastał go tam, gdyż był w tym czasie w dowództwie GOKaw. nr 1. O godz. 17.00 na stanowiska obronne 86 pp uderzyło zgrupowanie niemieckich czołgów w ilości 180–190 czołgów, które przełamały obronę 86 pp i uderzyły następnie na Piotrków i batalion 85 pp. Do wieczora zdobyli miasto rozbijając część 19 DP, po czym ruszyli dalej na północ wnikając w lukę pomiędzy Armią „Łódź” i Armią „Prusy”. W 86 pp doszło do wybuchu paniki, wieczorem po bitwie. Dowódca dywizji przebywał poza dywizją wysłany rozkazem dowódcy armii, szef sztabu był poza stanowiskiem dowodzenia, dowódca piechoty dywizyjnej przebywał wśród walczących oddziałów. II i III bataliony 85 pp za Piotrkowem stawiły częścią pododdziałów opór niemieckim oddziałom pancernym. 77 pp i I/86 pp przygotowujące się do kontrnatarcia, które nie nastąpiło nie wzięły udziału w walce. W tym momencie 19 DP przestała istnieć jako zorganizowany związek taktyczny. Wskutek ogólnych problemów z łącznością i braku meldunków sztab Armii „Prusy” oraz braku rozpoznania na szczeblu dowództwa armii nie posiadał aktualnych informacji o aktualnej sytuacji w rejonie Piotrkowa. O godzinie 18.00 d-ca armii wydał rozkaz do nocnego natarcia siłami 19 DP, 29 DP oraz Wileńskiej BK w kierunku na Bełchatów, które miało wyruszyć między godziną 19.00 a 20.00, jednak żadna z wielkich jednostek nie zameldowała potwierdzenia wykonania tego rozkazu, gdyż dowódca 19 DP był już w niewoli, przy oddziałach 29 DP znajdował się dowódca armii. Część 19 DP była rozbita i rozproszona, a Wileńska BK wraz ze zgrupowaniem 77 pp rozpoczęła wieczorem odwrót z lasów Lubień na północny wschód na drugi brzeg Pilicy. Do natarcia wyruszyła jedynie 29 DP, której generał Dąb-Biernacki wydał rozkazy osobiście, a później nocą nadzorował jej działania. Dopiero przed północą dowódca armii zorientował się w sytuacji. Wobec zajęcia Piotrkowa przez Niemców zmienił wcześniejsze rozkazy i zarządził natarcie na Piotrków siłami 29 DP oraz 4 baonów 19 DP, które nie brały dotąd udziału w walkach. Natarcie to jednak nie doszło do skutku a 29 DP wycofała się na północ, tracąc dwa bataliony 76 pp związane walką pod Longinówką, do których nie dotarły nowe rozkazy. W tym czasie do generała dotarł nowy rozkaz, który informował o odwrocie Armii „Łódź” i nakazywał utrzymanie z nią styczności oraz osłonę lewego skrzydła tej armii i kierunku na Warszawę.
6 września grupa północna podjęła kolejną próbę powstrzymania niemieckiego korpusu pancernego w bitwie pod Tomaszowem Mazowieckim, gdzie broniła się 13 DP. Po całodziennej walce opór dywizji został jednak złamany. Wieczorem generał Dąb-Biernacki wydał jednostkom grupy północnej rozkaz do przejścia na prawy brzeg Wisły przez most pod Maciejowicami. 7 września przed południem dowódcy 13 DP i 29 DP, którzy stawili się na stanowisku dowodzenia armii w folwarku Brzostowiec, otrzymali rozkaz ogólny wycofać się na przeprawę w Maciejowicach. Wieczorem 7 września gen. dyw. Dąb-Biernacki na stanowisku dowodzenia 13 DP wydał rozkaz marszu 13 DP i 19 DP na przeprawę przez Wisłę do Maciejowic, a 29 DP i Wileńskiej BK na Dęblin. Późnym wieczorem 7 września sztab armii wraz z dowódcą przenieśli się do Puław, tym sposobem pozbawiając się dowodzenia armią. Zmieniono rozkazem gen. dyw. Dęba-Biernackiego miejsce przeprawy Wileńskiej BK na Puławy, za pośrednictwem oficera operacyjnego GOK nr 1. Nocą 8/9 września dowódca armii wraz ze sztabem armii przemieścili się z Puław do gajówki Kozi Bór na północ od Kurowa. Rano 9 września natomiast ruszyli do folwarku Snopków na północny zachód od Lublina, skąd dowódca armii nie miał żadnej łączności z jednostkami armii i sztabem NW. 9 września ok. godz. 9.00 gen. dyw. Dąb-Biernacki był w Lublinie, gdzie spotkał się z gen. dyw. Tadeuszem Piskorem, dowódcą Armii „Lublin”. Po spotkaniu z gen. Piskorem, złożył meldunek do NW opisując nieporządek na Lubelszczyźnie, czyli zapleczu Armii „Lublin”.
44 Dywizja Piechoty nie została w pełni zmobilizowana, tylko jej 146 pułk piechoty walczył na przedpolach Piotrkowa, natomiast 39 Dywizja Piechoty zakończyła mobilizację po 6 września i wzięła udział w walkach w ramach Armii „Lublin”. W obliczu wielkiego zagrożenia podzielono w pośpiechu Armię „Prusy” na dwa zgrupowania:

### Grupa północna
Grupa północna (13, 19, 29 DP, Wileńska BK, 1,2 bczl) miała wspierać Armię „Łódź” na głównym kierunku obronnym w rejonie Łodzi i Sieradza. Dowodzona przez gen. Dęba-Biernackiego, podjęła próbę powstrzymania niemieckiego XVI Korpusu Pancernego który 2 września przełamał front pod Częstochową i nacierał na Warszawę. W bitwach pod Piotrkowem i Tomaszowem Mazowieckim (4–6 września) grupa ta została rozbita i zmuszona do odwrotu, tracąc większość ciężkiego sprzętu. Za Wisłę przedostały się szczątki 13 DP oraz drobne elementy 19 i 29 DP oraz Wileńskiej BK, z należących do piechoty 100 dział lekkich i 22 ciężkich przez rzekę przeszło najwyżej 6, z 12 dział brygady kawalerii – 8, z 50 czołgów Armii – 22. Pomimo tego zacięty opór polskich jednostek dał stronie niemieckiej asumpt do nazwania walk ze zgrupowaniem północnym Armii mianem „bitwy pod Radomiem”.

#### Większe boje i potyczki
- pod Jeżowem  4–5 września
- pod Longinówką 5 na 6 września
- pod Piotrkowem 4–6 września
- pod Tomaszowem Mazowieckim 6 września
- pod Odrzywołem 8 września

### Grupa południowa
Grupa południowa (3, 12, 36 DP) miała stanowić rezerwę Armii „Kraków” i przygotowywać obronę linii środkowej Wisły. Dowodzona przez gen. Stanisława Skwarczyńskiego, była w praktyce niezależna od dowódcy Armii - gen. Dąb-Biernacki nie ingerował w jej działania.
Po Bitwie pod Iłżą (8–9 września) została ona okrążona i odcięta od reszty polskich wojsk, a następnie uległa zniszczeniu.

#### Większe boje i potyczki
- w Rudzie Malenieckiej  6 września
- pod Krasną  6 września
- pod Kazanowem 7 września
- pod Barakiem 8 września
- pod Iłżą 8-9 września